# Saint Lucia
Saint Lucia is een onafhankelijke eilandnatie in het Caribisch gebied. Het eiland, dat een landoppervlakte heeft van 606 km² en 166.487 (2020) inwoners telt, behoort tot de Bovenwindse Eilanden en ligt ten noorden van Saint Vincent en de Grenadines en ten zuiden van Martinique.
Oorspronkelijk werd het eiland bewoond door de Arowakken en daarna door de Cariben, die zich jarenlang verzet hebben tegen de Europese kolonisten. De koloniale tijd werd gekenmerkt door de import van slaven uit Afrika om op de bananen- en suikerplantages te werken. Het bestuur over Saint Lucia vormde eeuwenlang een twistappel tussen de Fransen en de Engelsen, waardoor de kolonie veertien keer van eigenaar wisselde voordat ze uiteindelijk in Britse handen viel. Dit verlangen om Saint Lucia te bemachtigen, alsmede de schoonheid van het land, leverde Saint Lucia de bijnaam Helena van West-Indië op, naar de Griekse mythologische figuur Helena.
Op 22 februari 1979 werd het eiland onafhankelijk, met de Britse koningin Elizabeth II als staatshoofd van het Commonwealth realm. Tegenwoordig wordt Saint Lucia jaarlijks door honderdduizenden toeristen bezocht vanwege het aangename klimaat, de zandstranden en de natuur. Het toerisme is dan ook de belangrijkste tak geworden van de Saint Luciaanse economie. In 2022 werd Charles III koning van Saint Lucia.

## Geografie

### Ligging en landschap

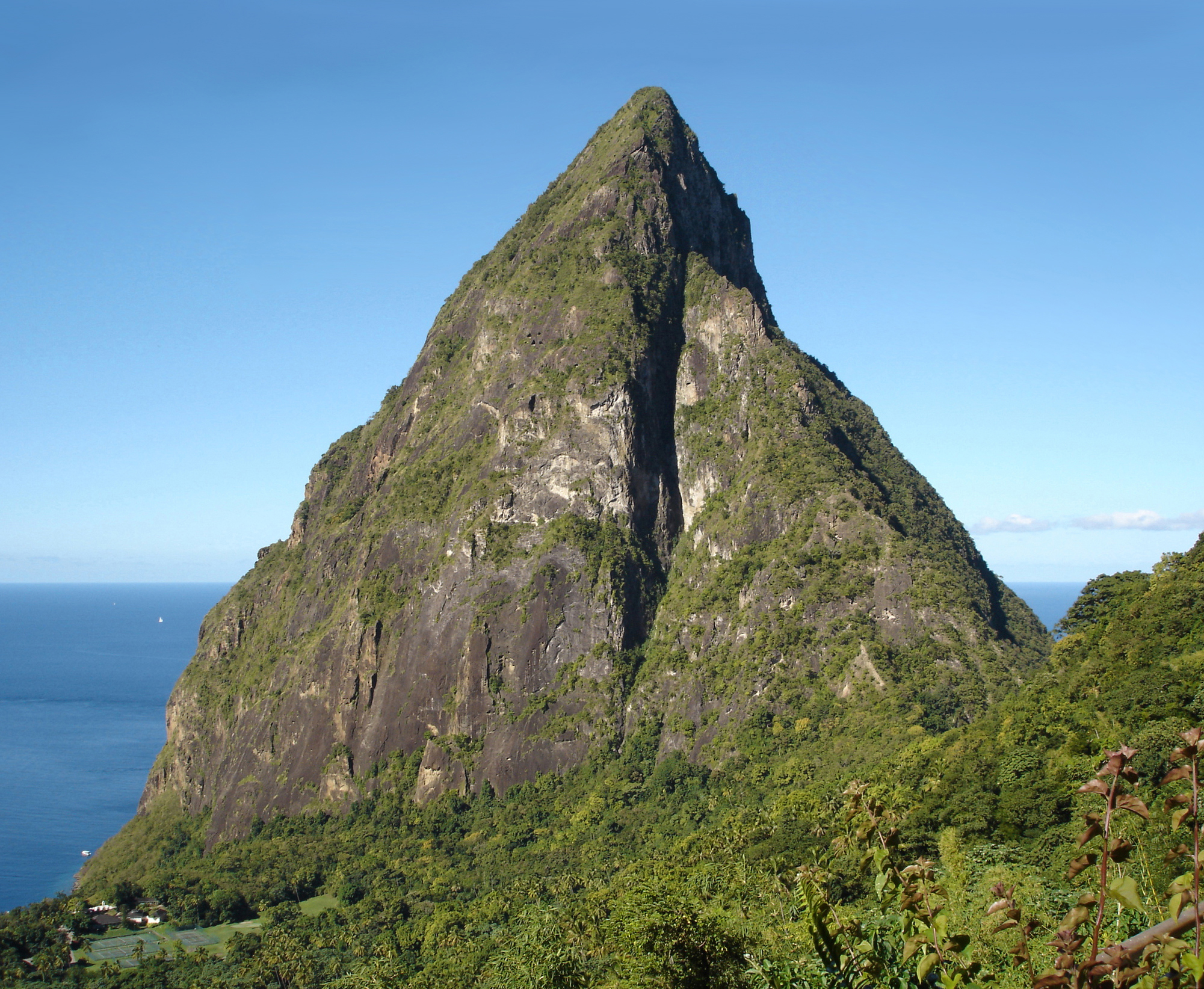
De Petit Piton.

Saint Lucia is een eiland in het Caribisch gebied en maakt deel uit van de Bovenwindse Eilanden. Het eiland ligt 42 km ten noorden van Saint Vincent en de Grenadines, 37 km ten zuiden van Martinique en 180 km ten noordwesten van Barbados. Saint Lucia wordt omringd door de Caribische Zee in het westen, de Atlantische Oceaan in het oosten, de Straat van Saint Lucia in het noorden en de Passage van Saint Vincent in het zuiden. Het eiland is maximaal 43,5 km lang en 22,5 km breed. De kustlijn is in totaal 158 km lang en de totale oppervlakte bedraagt 616 km². Daarmee is het land ongeveer 3,5 keer zo groot als het eiland Texel. Naast het hoofdeiland behoren tot Saint Lucia ook een paar zeer kleine eilandjes die vlak voor de Saint Luciaanse kust liggen. Het bekendste eiland is het 0,17 km² grote Pigeon Island dat sinds 1972 met het hoofdeiland verbonden is.
Saint Lucia is net als de meeste andere Bovenwindse Eilanden opgebouwd uit vulkanische rots, maar het eiland is wel veel bergachtiger dan de meeste andere Caribische eilanden. Het hoogste punt is de 950 meter hoge Mount Gimie. Deze berg bevindt zich in het bergachtige met regenwouden bedekte binnenland. Aan de zuidwestkust van het eiland liggen twee vulkanische pluggen, de Pitons, die op de werelderfgoedlijst van de UNESCO staan. De Pitons maken net als de Sulphur Springs deel uit van de caldera Qualibou (ook wel Soufrière Volcanic Centre genoemd), die 32.000 tot 39.000 jaar geleden ontstaan is door een grote eruptie. De laatste eruptie van de Pitons, een freatische eruptie, stamt uit 1766. Tussen de vele bergen in bevinden zich vruchtbare valleien, waar zich onder andere bananenplantages bevinden en waardoor de vele rivieren stromen die vanuit het binnenland naar de kust lopen. Aan de kust liggen diverse zandstranden.
De grootste plaats op Saint Lucia is Castries aan de noordwestkust van het eiland. Castries is de hoofdstad van Saint Lucia en hier woont een derde van de bevolking. De andere grotere plaatsen liggen ook aan de kust. Soufrière ligt in het westen, Gros Islet in het noorden en Vieux Fort in het zuiden. Het centrale deel van het eiland is slechts dunbevolkt.

### Klimaat
Saint Lucia ligt in de tropische zone en heeft een tropisch regenwoudklimaat (Af-klimaat). Het is over het algemeen warm, maar de temperatuur wordt op de stranden aan de noordkant van het eiland enigszins gematigd door de noordoostelijke winden. De gemiddelde jaarlijkse temperatuur ligt op 27 °C. In Castries, dat op 205 m boven zeeniveau ligt, varieert de maximumtemperatuur van 31 °C in de warmste maand (september) tot 27 °C in de koudste maand (januari). De minimumtemperatuur varieert er van 24 °C in januari tot 27 °C in juni. In het hoger gelegen binnenland liggen de temperaturen over het algemeen wat lager. Het regenseizoen op Saint Lucia begint in juni en duurt tot december, waarna het drogere seizoen begint. De gemiddelde jaarlijkse neerslag bedraagt 2300 mm aan de kust tot 3800 mm in het binnenland (ter vergelijking: in Nederland en België ligt het gemiddeld rond de 800 mm per jaar). Het land wordt soms getroffen door orkanen, maar van de zwaarste orkanen blijft het gebied meestal bespaard. De hevigste orkaan in de recente geschiedenis was de orkaan Allen, die in 1980 het landbouwgebied zwaar trof en 27 mensen het leven heeft gekost. De kans op orkanen is het grootst in de maanden juli en augustus.

### Flora en fauna
De combinatie van veel zonneschijn, veel regenval en een vruchtbare bodem zorgen voor een grote verscheidenheid aan tropische flora, waaronder de hibiscus, de flamboyant, de plumeria, de magnolia, de orchidee, de jasmijn en de bougainvillea. Het tropische regenwoud bestaat verder uit onder andere de Swietenia mahagoni (mahonieboom) en de rubberboom. Ongeveer 28% van het landoppervlak is bebost. Er bevinden zich geen grote dieren op Saint Lucia. Veelvoorkomende dieren zijn vleermuizen, leguanen en diverse soorten kleine slangen. Daarnaast zijn er ook knaagdieren als agoeti's en zuidelijke opossums. De Megalomys luciae leefde alleen op Saint Lucia, maar is in de tweede helft van de 19e eeuw uitgestorven. In de centrale hooglanden zitten veel vogels, waaronder tirannen, kolibries, duiven, Saint Luciaanse grondvinken en de zeer zeldzame, mogelijk al uitgestorven Sempers zanger (Leucopeza semperi). De beroemdste vogel van het eiland is echter de Sint-Lucia-amazone (Amazona versicolor), die dankzij speciale beschermingsmaatregelen voor uitsterven is behoed. In de zeeën rondom Saint Lucia zitten onder andere zeekreeften, schildpadden, zeeslakken, Caribische lamantijnen, dolfijnen en vele verschillende soorten vissen, zoals blauwe marlijnen, tarpons, gratenvissen en barracuda's.
Net zoals op vele eilanden het geval is, worden veel oorspronkelijke, inheemse planten en dieren van St. Lucia sterk verdrukt door invasieve soorten planten en dieren (exoten) zoals mangoesten. Dit heeft grote gevolgen voor zowel land- en tuinbouw als de biodiversiteit. Voedselveiligheid en behoud van biodiversiteit zijn dan ook een belangrijke onderwerpen voor de overheid.

## Geschiedenis

### Prekoloniale tijd
De oorspronkelijke bewoners van Saint Lucia waren de Arowakken. Zij zijn waarschijnlijk tussen 200 en 400 na Christus vanuit Zuid-Amerika naar het eiland geëmigreerd. Zij noemden het eiland Iouanalao, dat land van de leguanen betekent. Op het eiland zijn op verschillende plaatsen aardewerken potten teruggevonden uit de Arowakkentijd.
Tussen 800 en 1000 hebben de Cariben langzaamaan de plaats van de Arowakken ingenomen. Zij noemden het eiland Hewanarau, en later Hewanorra. De Cariben hadden een complexe samenleving opgebouwd op het eiland met koningen en sjamanen. Ook beschikten ze over kano's waar meer dan 100 mensen in konden en snel genoeg waren om een zeilschip bij te kunnen houden. Door de Europeanen werden de Cariben gevreesd om hun strijdlust.

### Koloniale tijd

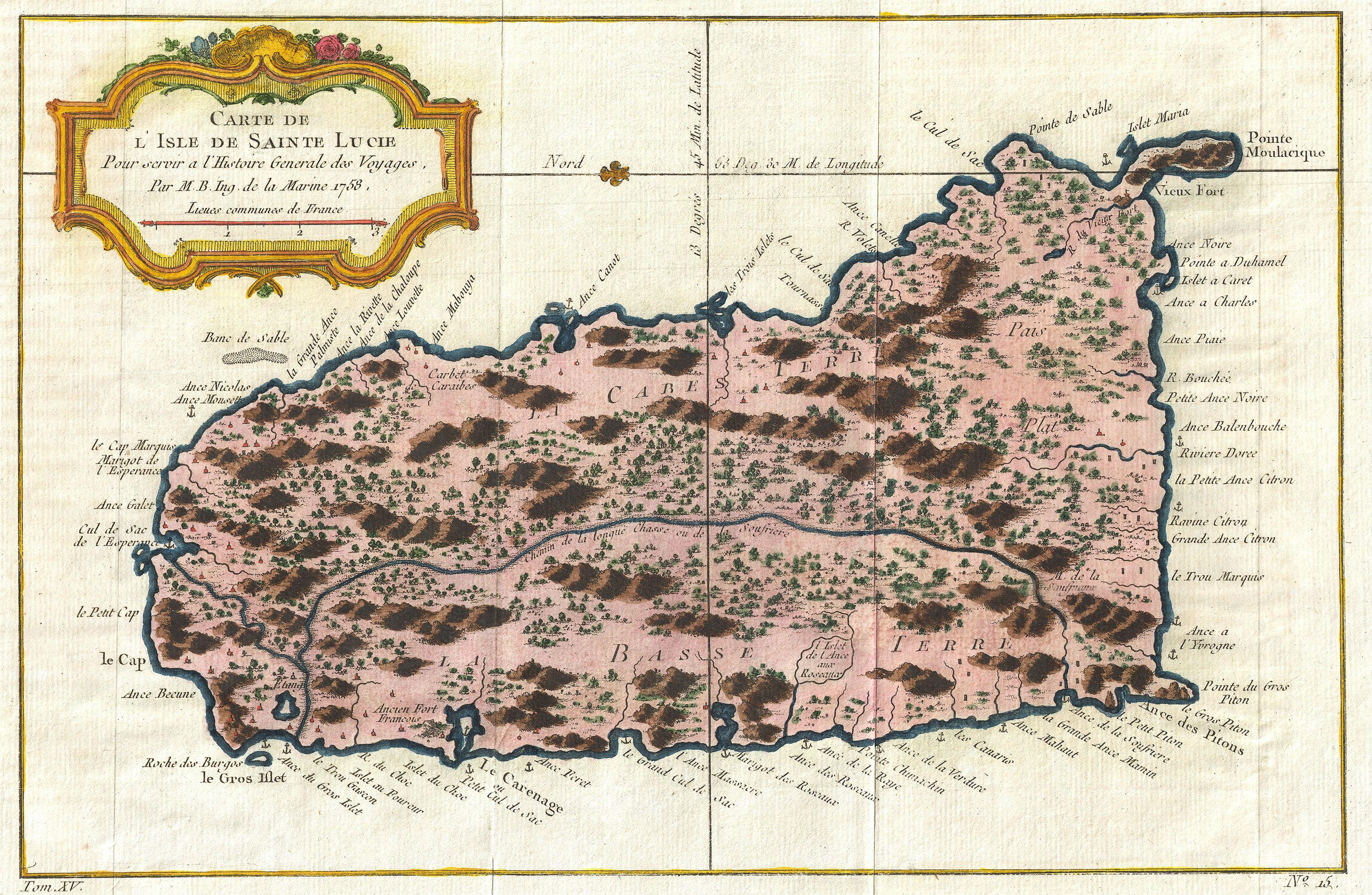
Kaart van Saint Lucia uit 1758

Het is onduidelijk wanneer de eerste Europeanen in Saint Lucia aankwamen. Mogelijk zette Columbus in 1492 al voet aan wal, maar dat kan ook omstreeks 1500 geweest zijn. Het verhaal over de oorsprong van de naam Saint Lucia gaat terug op Franse schipbreukelingen die op 13 december 1502 op Saint Lucia zouden zijn gestrand. Deze Franse zeelui zouden het eiland Sainte Alousie genoemd hebben, naar de heilige Lucia van Syracuse, omdat 13 december de naamdag van deze heilige is. De waarheid van dit verhaal wordt in twijfel getrokken, maar wel staat vast dat op Spaanse documenten uit 1511 het eiland wordt geclaimd voor de Spaanse Kroon onder de naam Sancta Lucia. De Franse piraat François Le Clerc, die vanwege zijn houten been bekendstond onder de naam Jambe de Bois (Houtenbeen), bezocht Saint Lucia herhaaldelijk in de jaren 1550. Zowel de Nederlanders, de Engelsen, als de Fransen probeerden in de 17e eeuw een handelspost op te zetten op Saint Lucia, maar ze stuitten allemaal op hevig verzet van de Cariben. Rond 1600 werd door de Nederlanders het eerste Europese kamp gebouwd in wat nu Vieux Fort heet. In 1605 raakte het Engelse schip Olive Branch door de wind uit koers op zijn weg naar Guyana. De 67 opvarenden begonnen een nederzetting op Saint Lucia, maar na vijf weken waren er, door ziekte en conflicten met de Cariben, nog maar 19 van hen in leven en ontvluchtten ze het eiland. In 1635 claimden de Fransen het eiland, maar het waren de Engelsen die in 1639 weer probeerden een nederzetting te bouwen op Saint Lucia. Ook ditmaal werden de Engelsen echter weer snel verdreven door de Cariben.
In 1643 slaagde de gouverneur van Martinique, Jacques Dyel du Parquet, er als eerste Europeaan in om een permanente nederzetting te bouwen op Saint Lucia. De eerste gouverneur werd De Rousselan. Hij trouwde met een Caribische vrouw en bleef tot aan zijn dood in 1654 op het eiland wonen. In 1660 werd er een verdrag met de Cariben gesloten. In 1664 claimde Thomas Warner (de zoon van de gelijknamige gouverneur van Saint Kitts) Saint Lucia voor Engeland. Hij bracht 1000 man naar het eiland om het te verdedigen tegen de Fransen, maar van hen waren er, voornamelijk door toedoen van ziektes, na twee jaar nog slechts 89 in leven. In 1666 kwamen de Fransen terug en herwonnen ze de controle over het eiland. Sindsdien is het eiland diverse malen van de Fransen op de Engelsen en vice versa overgegaan naar aanleiding van verschillende verdragen en veroveringen, maar de Franse nederzetting bleef bestaan en halverwege de 18e eeuw was het eiland de facto een Franse kolonie.

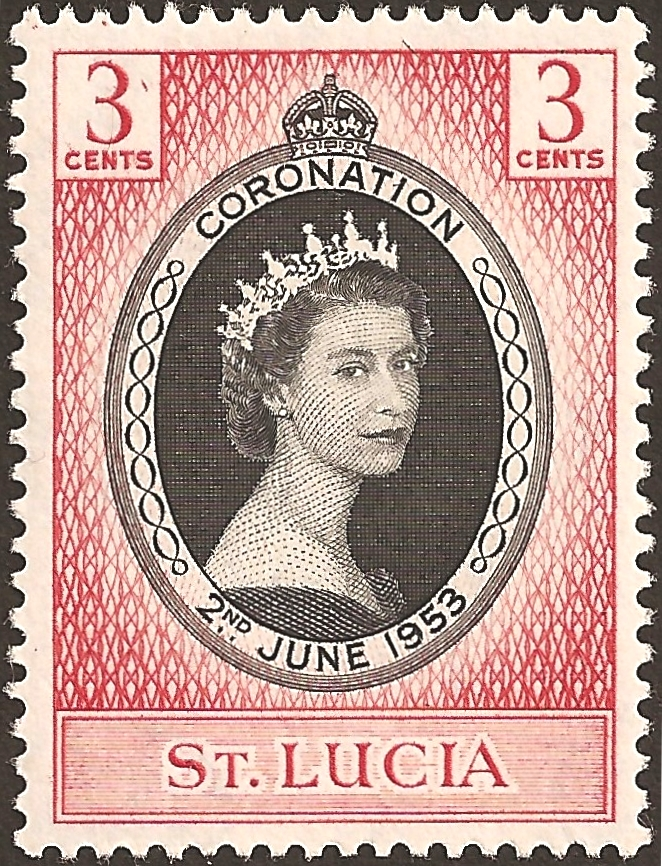
Postzegel uit 1953 ter gelegenheid van de kroning van koningin Elizabeth II

Zowel de Fransen als de Engelsen vonden Saint Lucia aantrekkelijk voor de suikerindustrie. Deze werd in 1765 door de Fransen opgezet, nadat ze in 1763 Saint Lucia hadden verkregen bij de Vrede van Parijs (de Britten hadden het eiland in 1762 nog op de Fransen veroverd). Tijdens de Slag bij Morne de la Vierge op 18 december 1778, die volgde op de Slag bij Saint Lucia, werd het eiland weer door de Britten bezet. Bij de Vrede van Parijs van 1783 kwam Saint Lucia echter alweer toe aan Frankrijk. Na de Franse Revolutie werd er een revolutionair tribunaal naar Saint Lucia gestuurd onder aanvoering van kapitein La Crosse, met als opdracht om met de guillotine diverse royalisten te executeren. In 1794 verklaarde de gouverneur alle slaven op het eiland vrij. Een korte tijd later vielen de Britten Saint Lucia binnen als reactie op de zorgen van rijke plantagehouders over de beslissing de slaven vrij te verklaren. Na jarenlange gevechten, waarbij in 1796 Castries voor een groot deel afbrandde, werd de slavernij hersteld. De Britten wonnen in 1803 en verkregen Saint Lucia in 1814 definitief. In 1807 schaften de Britten de slavenhandel af, maar de slavernij zelf werd pas in 1834 afgeschaft.

### Zelfbestuur en onafhankelijkheid
In 1838 werd Saint Lucia bij de Britse Bovenwindse Eilanden gevoegd en dientengevolge bestuurd vanuit Barbados en vanaf 1885 vanuit Grenada. In 1924 kreeg Saint Lucia een eerste vorm van eigen bestuur en in 1956 werd een ministeriële overheid geïnstalleerd. In 1958 ging Saint Lucia op in de West-Indische Federatie, een semiautonoom afhankelijk gebied van het Verenigd Koninkrijk. In 1962 viel, met de uittreding van Jamaica, de federatie uiteen en werd er een kleinere federatie opgezet. Maar ook deze federatie mislukte en daarom werd besloten tot het opzetten van de West-Indische Geassocieerde Staten (West Indies Associated States), die naast Saint Lucia en het Verenigd Koninkrijk ook diverse andere Britse Boven- en Benedenwindse Eilanden omvatte: Saint Vincent, Grenada, Dominica, Antigua, Saint Kitts en Nevis en Anguilla. Als een geassocieerde staat van het Verenigd Koninkrijk had Saint Lucia van 1967 tot 1979 de volledige verantwoordelijkheid over het binnenlands bestuur. Alleen buitenlandse aangelegenheden en defensie vielen onder de verantwoordelijkheid van het Verenigd Koninkrijk.
Op 22 februari 1979 kwam aan deze situatie een einde en verkreeg het land de volledige onafhankelijkheid. Koning Charles III is nog wel het staatshoofd van Saint Lucia en het land is een actief lid van het Gemenebest van Naties.

## Demografie
In Saint Lucia wonen ongeveer 160.000 mensen, van wie de helft in stedelijke gebieden. De grootste plaats is Castries met ruim 10.000 inwoners (2001). Veruit het grootste deel van de bevolking (80%) is van Afrikaanse afkomst. Dit zijn afstammelingen van de slaven die in de koloniale tijd naar Saint Lucia zijn gebracht. Andere bevolkingsgroepen zijn mulatten (mensen met zowel blanke als zwarte voorouders), zambo's (mensen met zowel Afrikaanse als indiaanse voorouders), Afro-Aziaten, Indiërs, blanken (vooral nakomelingen van Ierse, Schotse, Engelse en Duitse kolonisten), Oost-Aziaten en Arabieren. Zo'n 23% van de bevolking is jonger dan 15 jaar en 10% is ouder dan 65 jaar (gegevens uit 2011).
De meeste inwoners van het eiland zijn rooms-katholiek. Bij de census van 2001 rekende 67,5% van de bevolking zich tot deze religie. Daarnaast behoort zo'n 24% van de bevolking tot een protestantse kerk. Onder hen bevinden zich zevendedagsadventisten, anglicanen, evangelische christenen en aanhangers van de pinkstergemeente. Zo'n 2% van de bevolking wordt tot de rastafaribeweging gerekend.
De belangrijkste en tevens enige officiële taal van het land is het Engels, maar er zijn ook veel mensen die Saint Luciaans Creools spreken. Dit is een Franse creoolse taal, die het resultaat is van de invloed die Frankrijk als kolonisator van het eiland heeft gehad.

## Bestuur en instellingen

### Politiek
Saint Lucia is een onafhankelijke parlementaire democratie met de Britse koning Charles III als staatshoofd (een Commonwealth realm). Hij heeft de titel Koning van Saint Lucia en wordt vertegenwoordigd door een gouverneur-generaal. De gouverneur-generaal is sinds 2021 Errol Charles. De uitvoerende macht is in handen van de premier en zijn kabinet. De premier is doorgaans de leider van de partij die de verkiezingen gewonnen heeft voor het House of Assembly. Iedere vijf jaar worden er verkiezingen gehouden voor het uit 17 zetels bestaande House of Assembly. Het andere deel van het parlement, de Senaat, bestaat uit 11 zetels. De leden van de Senaat worden niet door het volk gekozen, maar benoemd door de gouverneur-generaal. De gouverneur-generaal heeft de mogelijkheid om het House of Assembly vervroegd te ontbinden en nieuwe verkiezingen uit te schrijven, wanneer het House of Assembly het vertrouwen in de regering heeft opgezegd. Verder heeft de gouverneur-generaal voornamelijk ceremoniële taken, zoals het openen van het parlementaire jaar door middel van het uitspreken van de troonrede en het ondertekenen van wetten die door het parlement zijn aangenomen.
Jarenlang was de conservatieve United Workers Party (UWP) de grootste partij in de Saint Luciaanse politiek, maar bij de verkiezingen van 1997 won de sociaaldemocratische Saint Lucia Labour Party (SLP) 16 van de 17 zetels in het House of Assembly en werd Kenny Anthony namens de SLP premier van Saint Lucia. Sindsdien werd de macht regelmatig tussen de twee partijen afgewisseld. Zo wist in 2006 de UWP de touwtjes weer in handen te krijgen door 11 van de 17 zetels te bemachtigen, waarop John Compton, die in 1979 en van 1982 tot 1996 ook al premier geweest was, weer regeringsleider werd. In 2007 overleed Compton echter en werd hij opgevolgd door Stephenson King. Bij de verkiezingen van 2011 won de SLP op haar beurt 11 van de 17 zetels, waarna Kenny Anthony op 30 november 2011 opnieuw het premierschap op zich nam. Vijf jaar later, in 2016, werd de UWP weer de grootste en werd partijleider Allen Chastanet premier. De verkiezingen van 2021 leidden eveneens tot een machtswisseling, toen de UWP een forse nederlaag leed en Philip Pierre (SLP) aantrad als premier.
Naast de UWP en de SLP zijn er nog enkele kleine politieke partijen, maar deze partijen hebben geen zetels in het parlement.

### Bestuurlijke indeling
Officieel worden de lokale bestuurders door het volk gekozen, maar verkiezingen voor de lokale overheid werden bij de onafhankelijkheid in 1979 opgeschort en zijn sindsdien nooit gehouden. Bestuurders worden in de praktijk door de centrale overheid benoemd. De macht in het land is sinds de onafhankelijkheid steeds meer verschoven in de richting van de centrale overheid en de lokale overheden zijn steeds onbelangrijker geworden. De bronnen spreken elkaar tegen over hoe de administratieve onderverdeling van het land in elkaar zit. CIA (in The World Factbook) en de ISO (in ISO 3166-2) spreken beiden van een onderverdeling in 11 kwartieren, terwijl het CLGF (Commonwealth Local Government Forum) uitgaat van een indeling in 13 kwartieren. De onderverdeling in 11 kwartieren staat hieronder weergegeven.
- Anse-la-Raye
- Castries
- Choiseul
- Dauphin
- Dennery
- Gros Islet
- Laborie
- Micoud
- Praslin
- Soufrière
- Vieux Fort

Voor de statistieken wordt door het Saint Lucia Government Statistics Department een indeling aangehouden die bestaat uit 11 districten:
- Anse-la-Raye
- Canaries
- Castries
- Choiseul
- Dennery
- Forest
- Gros Islet
- Laborie
- Micoud
- Soufrière
- Vieux Fort

### Veiligheid en defensie
De wetshandhaving in Saint Lucia ligt bij de Royal Saint Lucia Police Force, waaronder ook de kustwacht valt. Deze politiemacht wordt getraind door de United States Southern Command (USSOUTHCOM). Het land heeft geen echt leger. De defensie is de verantwoordelijkheid van het Regionaal Veiligheidssysteem. Dit is een internationale organisatie waarbij diverse Caribische landen zich aangesloten hebben om gezamenlijk de defensie te regelen.

### Onderwijs en wetenschap
Onderwijs is gratis en verplicht voor alle kinderen van 5 tot 15 jaar. De uitgaven aan onderwijs bedragen zo'n 6% van het bruto binnenlands product. Op Saint Lucia is een vestiging van de open campus van de University of the West Indies. Daarnaast is er een aantal medische scholen, te weten de International American University College of Medicine, de Destiny University School of Medicine & Health Sciences en de Spartan Health Sciences University. De belangrijkste middelbare school voor jongens is het Saint Mary's College. Het land heeft twee Nobelprijswinnaars voortgebracht, Derek Walcott en William Arthur Lewis, die toevalligerwijs beiden op 23 januari geboren zijn. Derek Walcott won in 1992 de Nobelprijs voor de Literatuur en William Arthur Lewis won in 1979 de Prijs van de Zweedse Rijksbank voor economie (ook wel de Nobelprijs voor de Economie genoemd) voor zijn werk op het gebied van de ontwikkelingseconomie. Hierdoor is Saint Lucia het land met het grootste aantal Nobelprijswinnaars per inwoner.

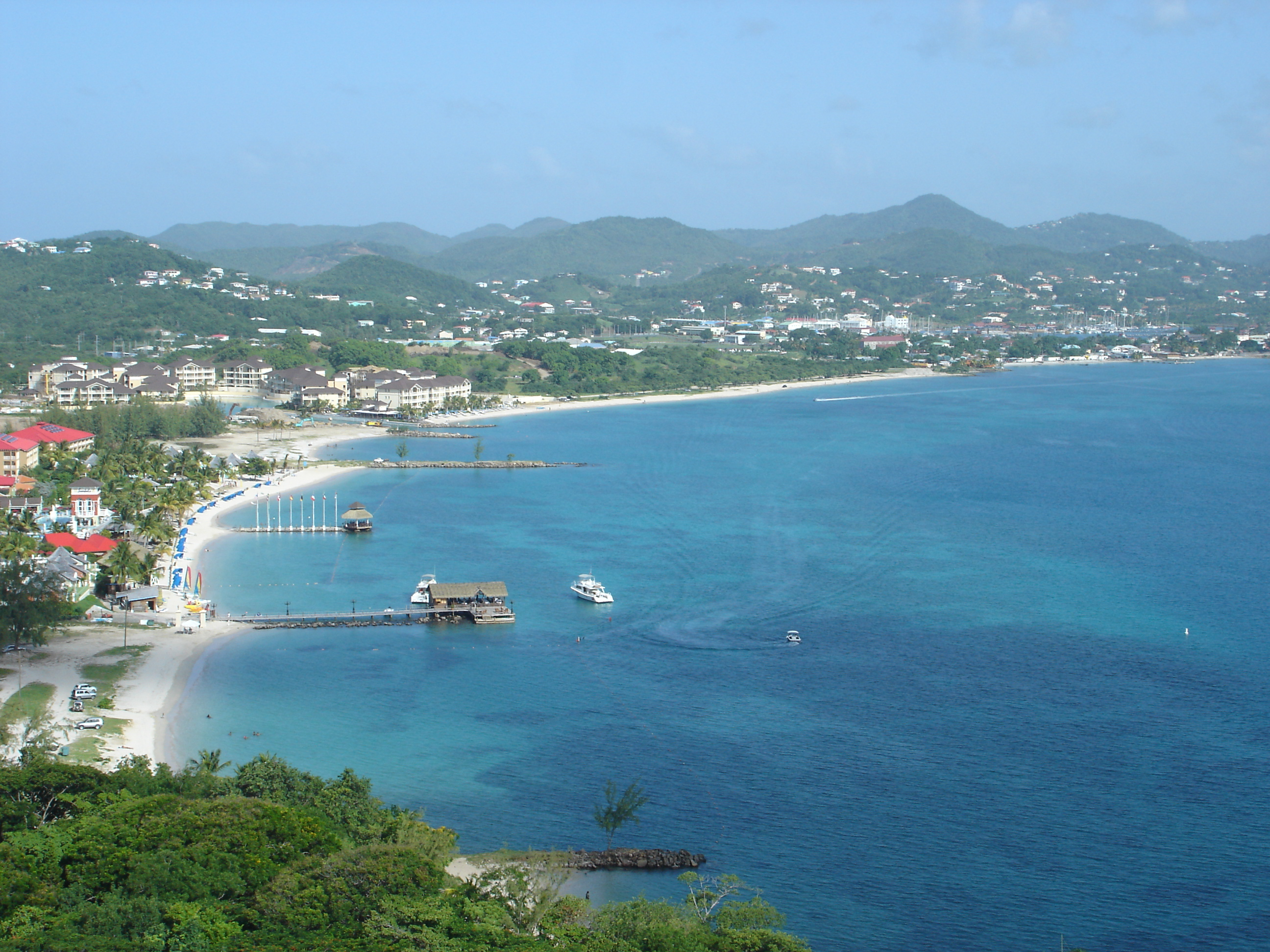
Uitzicht vanaf de top van Pigeon Island richting het oosten op Reduit Beach.

### Gezondheidszorg
In 2009 bedroegen de uitgaven aan de gezondheidszorg 8,1% van het totale bbp. De zuigelingensterfte ligt op 12,27 doden per 1000 levendgeborenen en de levensverwachting bij de geboorte is 74 jaar voor mannen en 80 jaar voor vrouwen (gegevens uit 2011). Er zijn in Saint Lucia twee openbare ziekenhuizen en er is één privékliniek.

### Internationale verhoudingen
Saint Lucia is lid van de Verenigde Naties, het Gemenebest van Naties, de Organisatie van Amerikaanse Staten (OAS), de Caribische Gemeenschap (Caricom) en de Organisatie van Oost-Caribische Staten. Het land heeft goede relaties met de andere landen in het Caribisch gebied en onderhoudt goede betrekkingen met de belangrijkste handelspartners voor de regio; de Verenigde Staten, Frankrijk en het Verenigd Koninkrijk. De betrekkingen met de Volksrepubliek China zijn echter een stuk minder goed. Jarenlang werden er officiële diplomatieke relaties onderhouden met de Republiek China (Taiwan) tot in 1997 werd besloten de Volksrepubliek China te erkennen als de vertegenwoordiger van China. Op 1 mei 2007 werden de diplomatieke relaties met de Republiek China echter weer aangehaald en binnen enkele dagen verbrak de Volksrepubliek China de diplomatieke banden met Saint Lucia. Op dit geschil na, zijn er verder geen internationale twisten, al leidt de positie van het eiland als doorvoerhaven van drugs vanuit Zuid-Amerika naar Europa en de Verenigde Staten soms wel tot spanningen.

## Economie en infrastructuur

### Economie

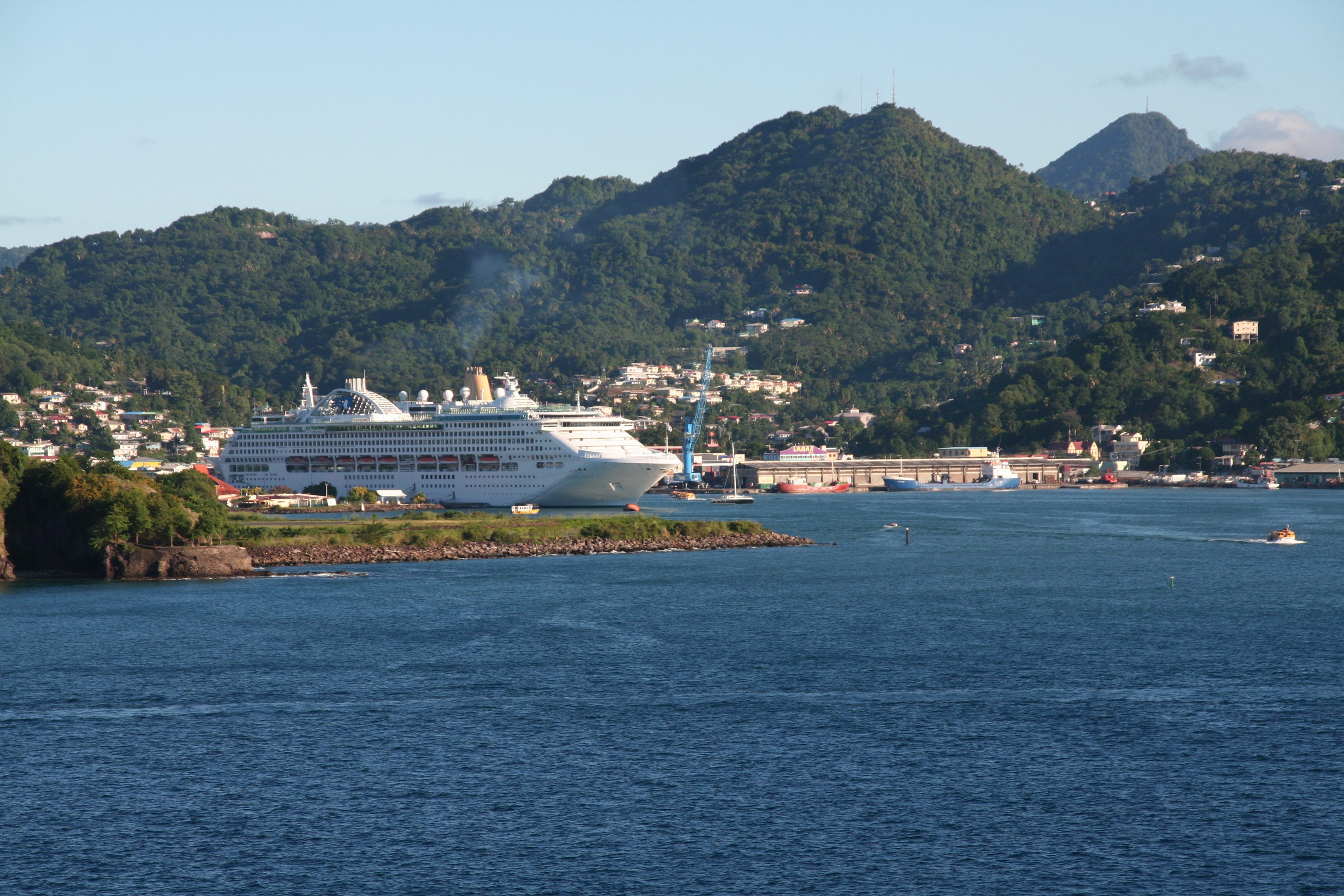
Een cruiseschip in de haven van Castries

Het toerisme is het belangrijkste onderdeel van de Saint Luciaanse economie. De meeste inkomsten worden hiermee gegenereerd en de toeristische sector levert ook de meeste werkgelegenheid op. Ieder jaar bezoeken ongeveer 350.000 toeristen Saint Lucia. Toeristen komen voor het tropische klimaat, het landschap en de vele stranden en resorts. Andere toeristische attracties zijn een drive-invulkaan (de Sulphur Springs), de Diamond Falls Botanical Gardens, de Pitons, het regenwoud en Pigeon Island National Park. De meeste toeristen komen op Saint Lucia als onderdeel van een cruise. De toeristen verblijven vooral in Castries, maar ook Soufrière, Marigot Bay en Gros Islet zijn populaire bestemmingen. Het drukste seizoen is in de droge periode van januari tot april.
Een andere belangrijke tak van de economie in Saint Lucia is de landbouw. Het belangrijk product zijn de bananen, maar het land exporteert ook cacao, mango's, meel, rijst en avocado's. De productiesector van Saint Lucia is de meest diverse van alle Oost-Caribische landen. Desondanks is de economie kwetsbaar voor schokken, zoals een terugloop van het toerisme door internationale economische crises en tegenvallende landbouwopbrengsten als gevolg van orkanen. Het bruto binnenlands product (bbp) bedroeg (in september 2011) US$ 1198 miljoen. Per hoofd van de bevolking komt dit neer op US$ 7.233, wat vergelijkbaar is met dat van Zuid-Afrika of Suriname. De staatsschuld ligt rond de 77% van het bbp. Volgens het Ontwikkelingsprogramma van de Verenigde Naties leeft op Saint Lucia 20,9% van de bevolking van minder dan US$ 1,25 per dag.. De ontwikkelingsindex van het land is echter redelijk hoog met een score van 0,821 (in 2007), hetgeen vergelijkbaar is met dat van Rusland.
De munteenheid van Saint Lucia is sinds 1965 de Oost-Caribische dollar (EC$). Deze munt heeft een vaste wisselkoers ten opzichte van de Amerikaanse dollar en wordt ook gebruikt in Antigua en Barbuda, Dominica, Grenada, Saint Kitts en Nevis, Saint Vincent en de Grenadines, Anguilla en Montserrat. Het geld wordt uitgegeven door de Oost-Caribische Centrale Bank, die zich in Saint Kitts en Nevis bevindt.

### Vervoer
Op Saint Lucia zijn twee vliegvelden. De grootste luchthaven is Hewanorra International Airport, die zich op de zuidoostelijke punt van het eiland bevindt, nabij de stad Vieux Fort. De andere luchthaven, George F. L. Charles Airport, ligt in de buurt van Castries. George F. L. Charles Airport wordt gebruikt voor vluchten binnen de Kleine Antillen en naar Guyana, Hewanorra International Airport hoofdzakelijk voor alle verdere vluchten, waaronder intercontinentale. Vanuit Europa zijn er directe lijnverbindingen met Londen-Gatwick (door British Airways) en met Frankfurt am Main (met Condor).
Behalve per vliegtuig is Saint Lucia ook per boot bereikbaar. De meeste toeristen komen aan met een cruiseschip, maar er gaan ook ferry's vanuit de nabijgelegen eilanden. Er zijn havens in Castries, Cul de Sac en Vieux Fort. Er ligt op Saint Lucia in totaal 1210 km weg.

## Cultuur

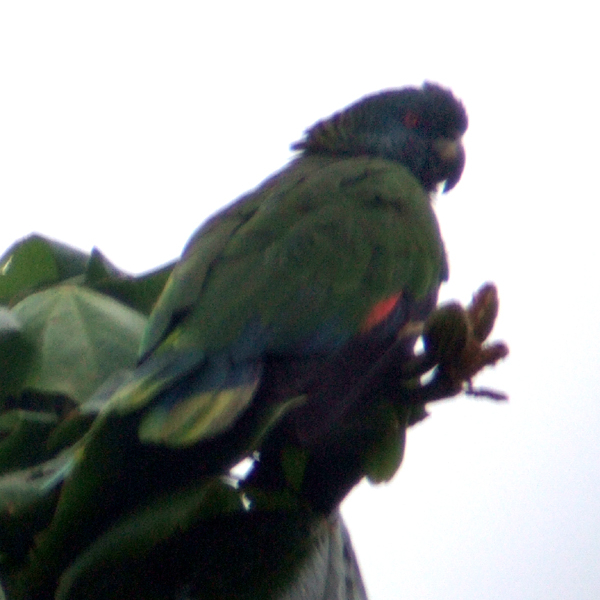
De Sint-Lucia-amazone is de nationale vogel van Saint Lucia.

### Nationale symbolen
De vlag van Saint Lucia bestaat uit een blauw veld met in het midden een gouden driehoek met daarboven een wit omrande zwarte pijl. De blauwe kleur representeert de lucht en de zee en het goud staat voor de zonneschijn en de welvaart. De zwarte pijl met de witte rand symboliseert de etnische samenstelling van het land. De driehoek en de pijl staan ook voor de twee beroemde vulkanen van Saint Lucia, de Gros Piton en de Petit Piton. Het wapen van Saint Lucia bevat een blauw schild waarop de Engelse Tudor Rose en de Franse fleur de lis staan afgebeeld, waarmee wordt verwezen naar de twee vroegere kolonisators. De kruk in het midden van het schild symboliseert Afrika, waar de meeste voorouders van de Saint Lucianen vandaan komen. Links en rechts van het schild staat een Sint-Lucia-amazone, de nationale vogel van Saint Lucia. Helemaal bovenaan het wapen staat een fakkel, die het baken is om het pad te verlichten, en onderaan het wapen staat het motto van het land, The land, the people, the light, wat Engels is voor Het land, het volk, het licht. Het volkslied van Saint Lucia is de Sons and Daughters of Saint Lucia dat stamt uit 1967 en in 1979, het jaar van onafhankelijkheid, officieel als volkslied werd aangenomen. Het volkslied is geschreven door Charles Jesse (tekst) en Leton Felix Thomas (muziek).

### Tradities en feestdagen
De nationale feestdagen van Saint Lucia zijn de nieuwjaarsdagen (1 en 2 januari), onafhankelijkheidsdag (22 februari), Dag van de Arbeid (1 mei), Emancipatiedag (1 augustus), de naamdag van Sint Lucia (13 december) en Kerstmis (25 en 26 december). Carnaval wordt ook gevierd op Saint Lucia maar sinds 1999 niet meer in de gebruikelijke periode. De overheid verplaatste het feest namelijk naar midden juli om competitie met het carnaval van Trinidad en Tobago te vermijden en zo meer overzeese bezoekers te kunnen trekken.

### Muziek, dans en festivals

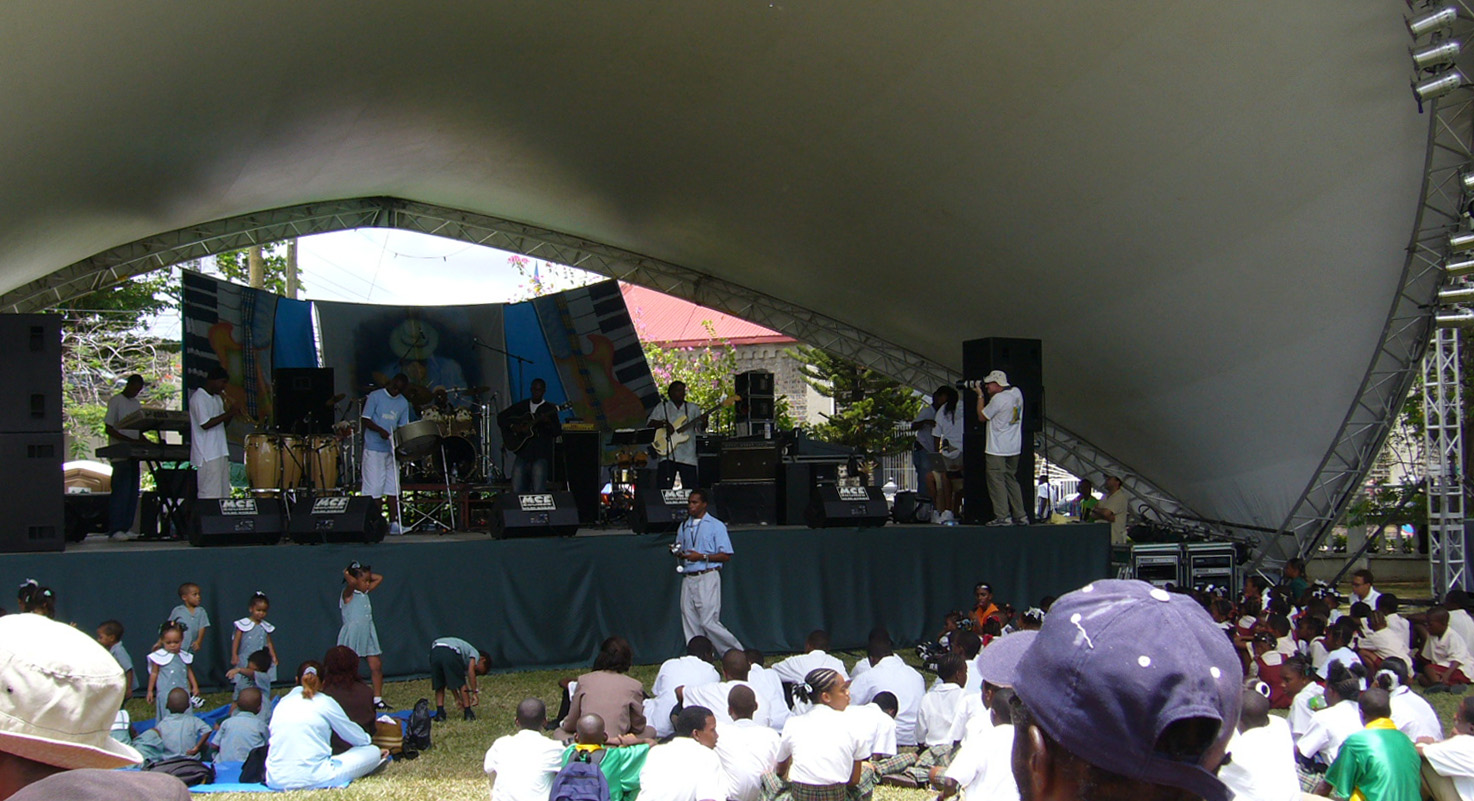
Het Saint Lucian Jazz Festival

De quadrille is een populaire volksdans. Ook andere Caribische muziekgenres zijn populair, zoals calypso, soca, dancehall, reggae, compás, zouk en salsa. La Woz en La Magwit zijn twee culturele festivals die plaatsvinden op Saint Lucia. La Woz is een festival van de rozenkruisers en La Magwit is een festival van de vrijmetselarij. Het grootste festival is het jaarlijkse Saint Lucian Jazz Festival dat begin mei op diverse plaatsen op het eiland gehouden wordt. Dit festival trekt bezoekers en musici van over de hele wereld. Jounen Kwéyòl (Creooldag) is een cultureel festival dat ieder jaar op de laatste zondag van oktober wordt gevierd.

### Literatuur

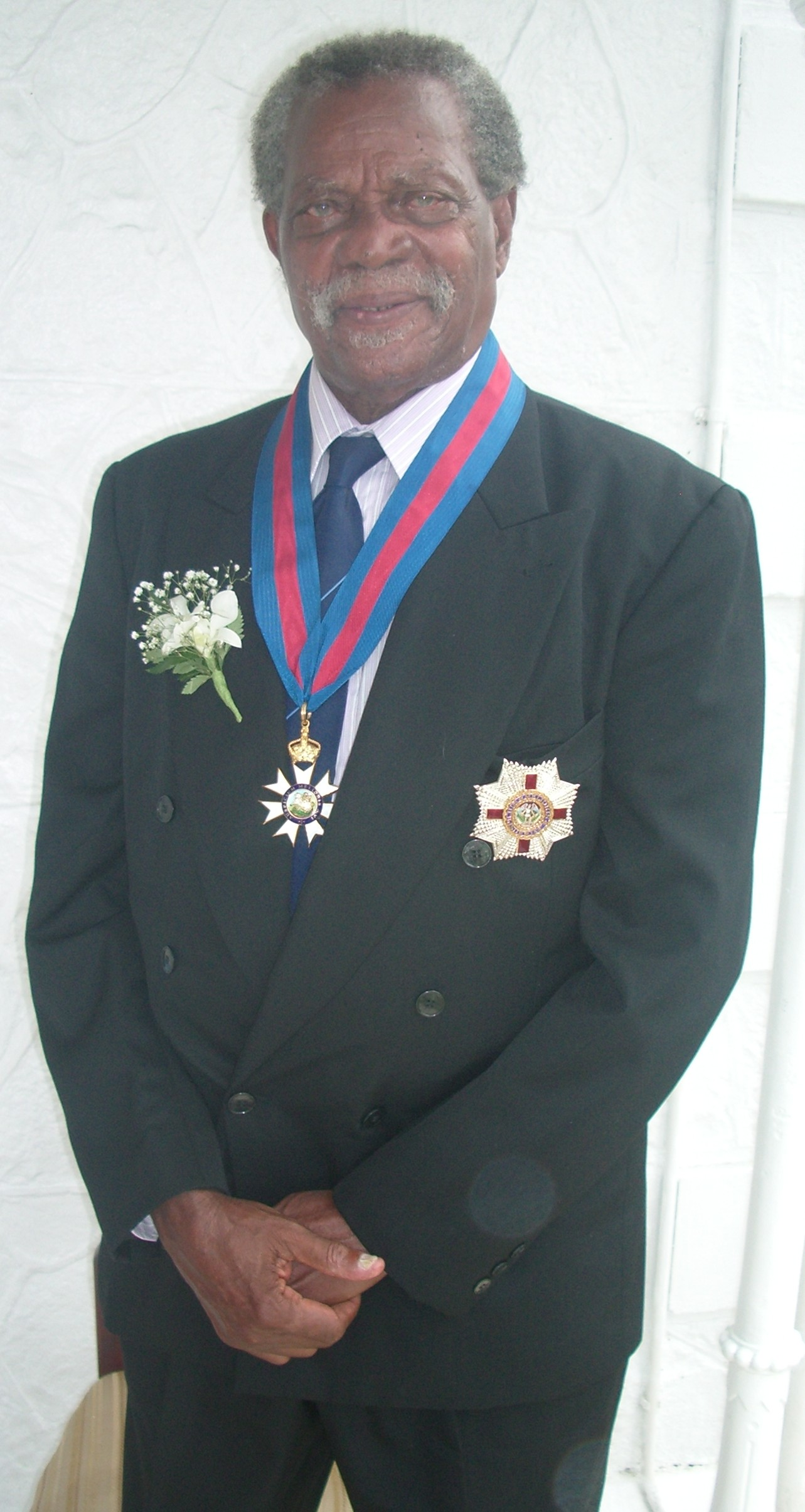
Sir Dunstan St. Omer

### Kunst
In 1950 richtte de schrijver Derek Walcott samen met Maurice Mason de Saint Lucia Arts Guild op om kunstenaars op Saint Lucia te stimuleren. Een belangrijke kunstenaar is Sir Dunstan St. Omer, die in 2010 werd benoemd in de Orde van Sint-Michaël en Sint-George. Door sommigen wordt St. Omer de Michelangelo van het Caribisch gebied genoemd. Hij ontwierp onder andere de Saint Luciaanse vlag.

### Sport
De populairste sport van het land is cricket. Internationaal wordt Saint Lucia daarbij vertegenwoordigd door het West-Indisch cricketelftal, dat in 1975 en 1979 het WK won. Darren Sammy is tot nu toe de enige Saint Luciaan die daarvoor is opgeroepen.

Naast cricket is ook voetbal erg populair, maar beroemde voetballers heeft het land nog niet voortgebracht. Er is een Saint Luciaans voetbalelftal waarmee het land diverse malen meegedaan heeft voor de Caribbean Cup.

In 1996 deed Saint Lucia voor het eerst mee aan de Olympische Zomerspelen en sindsdien heeft het land aan iedere editie meegedaan (zie ook: Saint Lucia op de Olympische Spelen). In 2024 op de Spelen van Parijs won atlete Julien Alfred de eerste Olympische medailles ooit voor het land, op de 100 meter sprint de eerste gouden medaille en op de 200 meter sprint de eerste zilveren medaille. Aan de Olympische Winterspelen heeft Saint Lucia nog nooit deelgenomen.

De beste resultaten van Saint Lucia op de Gemenebestspelen waren het brons voor Dominic Johnson bij het polsstokhoogspringen (in 2002) en het brons voor Levern Spencer bij het hoogspringen (in 2010).

### Media
Saint Lucia kent één publieke televisiezender, National Television Network (NTN), en diverse commerciële zenders, waaronder Helen Television Systems (HTS) en Daher Broadcasting Service (DBS). Verder zijn er in totaal zo'n 25 verschillende radiozenders, waaronder het publieke Radio Saint Lucia (RSL), Radio Caribbean International, Radio 100 (eigendom van HTS) en Hot FM. De geschreven pers bestaat uit onder andere The Voice en The Star die beide drie uitgaven per week hebben. Daarnaast zijn er diverse weekbladen: The Mirror, The Crusader, The Vanguard en de One Caribbean. Er zijn geen kranten die dagelijks verschijnen.